# Milicia nacional

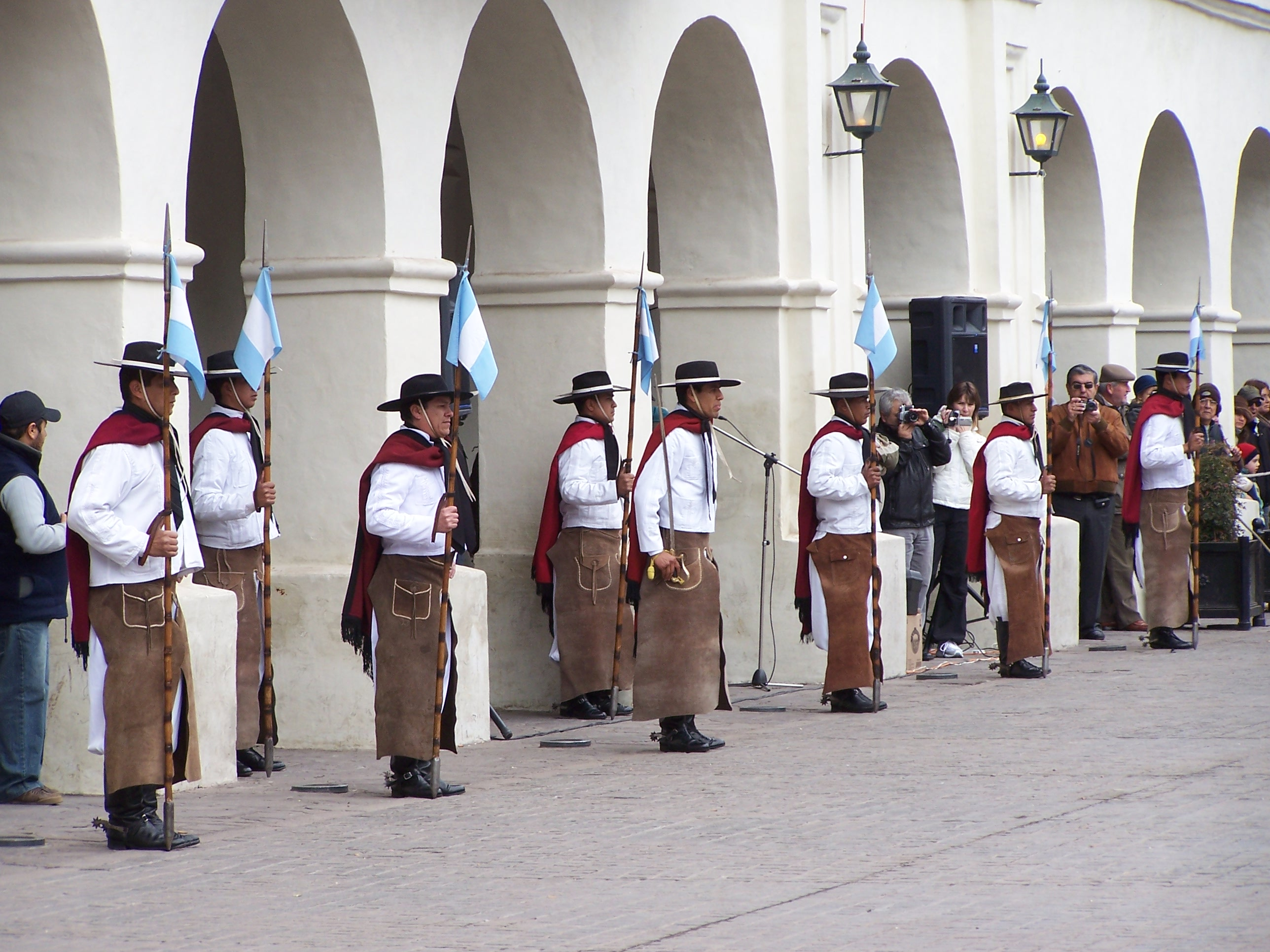
Gauchos de Güemes. Milicia del Gral. Martín Miguel de Güemes en la provincia de Salta (Argentina).

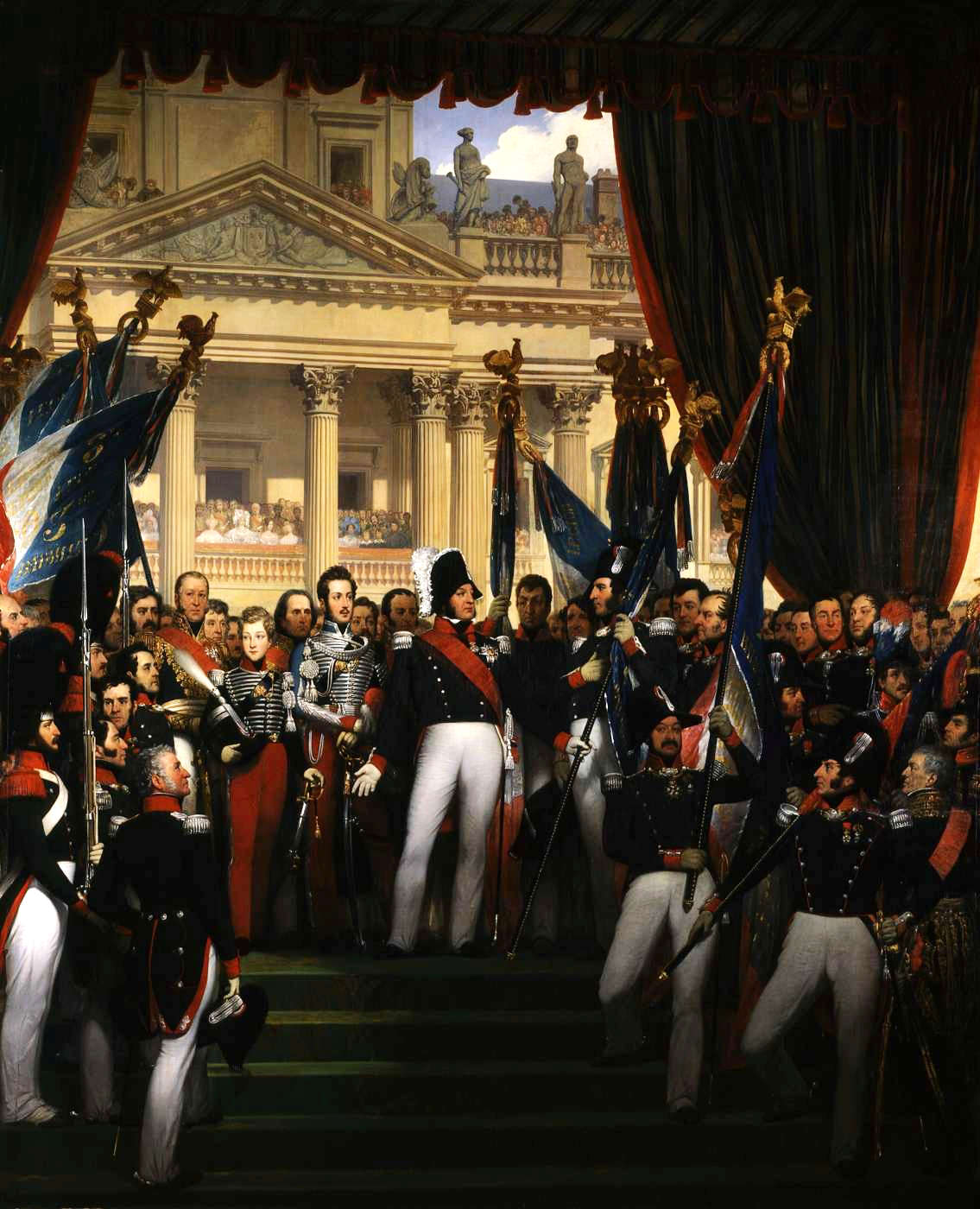
Luis Felipe de Orleans entrega las banderas a la Guardia Nacional de París tras la Revolución de 1830 (óleo de 1834 de Joseph-Désiré Court).

La milicia nacional es una organización de ciudadanos armados, distinta del Ejército o los cuerpos de policía, y similar a las que con los nombres de guardia nacional, milicia urbana o guardia cívica tuvieron protagonismo en las grandes revoluciones liberales europeas y americanas. 
Para el proyecto político liberal, este tipo de milicias encarnaba la base organizativa de un Estado participativo de ciudadanos armados, con capacidad para fiscalizar a las autoridades y resistirse a sus mandatos si los consideraban inadecuados. Junto a la Milicia Nacional, ese proyecto contemplaba el carácter electivo de todos los cargos públicos, la descentralización territorial y el juicio por jurado. En la medida que era la nación la que estaba en armas, la milicia encarnaba la virtud) (cívica y por ello era incorruptible e invencible. Para Thomas Jefferson, portavoz típico de este tipo de concepciones, un ejército profesional en manos del gobierno era un instrumento seguro de tiranía, mientras que si los ciudadanos estaban armados y se rebelaban de vez en cuando, recordarían a los gobernantes que tenían que tener en cuenta la voluntad popular.
En algunos países como Francia, ya existían unas milicias burguesas bajo el Antiguo Régimen, encargadas de mantener el orden, de proteger la propiedad y de reprimir revueltas menores. Eran de corte menos popular que la Guardia Nacional creada a principios de la Revolución francesa, y nunca tuvieron el papel liberal que caracterizó la Guardia Nacional francesa tanto en los episodios revolucionarios del siglo XIX como en los periodos de calma política.
Tras las revoluciones liberales (1768, 1789, 1812, 1820, 1830, 1848, 1854, 1868 y 1871) en muchos países se establecieron este tipo de milicias. En general se organizaban en unidades de barrio o población, y en ellas estaban obligados a participar todos los ciudadanos con derechos plenos que estuviesen en condición física para hacerlo. Quedaban excluidos de participar las mujeres y los hombres sin derechos políticos.
Eso significaba que se armaba a la parte de la población que pagaba suficientes impuestos como para ser considerada ciudadano y se excluía a gran parte de la población rural, que en casi todos los países era la mayoritaria, y a los asalariados urbanos. Por ello, en muchas ocasiones también se ha llamado a estas fuerzas milicias burguesas. El servicio armado de estas milicias solía ser local. Lo típico es que se usase el domingo por la mañana como día de instrucción y que cada ciudadano tuviese que servir de manera ordinaria dos o tres veces por mes, realizando rondas de policía o custodiando edificios públicos. En caso de que ocurriesen motines populares, o se estuviese en estado de guerra, la movilización podía ser más continua y la milicia podía quedar subordinada a las autoridades militares.
Mientras que a las tropas del ejército y de la policía se les presupone la obediencia ciega a los mandos, en las milicias cívicas los participantes se consideraban ciudadanos-soldado, votaban para escoger a sus oficiales y los barracones se convertían a menudo en lugares de discusión política. En muchos episodios revolucionarios, motines u otras protestas populares, algunas unidades de las milicias podían participar armadas en contra de las autoridades. Ese tipo de situaciones llevó a que los gobiernos desconfiasen de la milicia y tendieran a disolverla. En España la milicia estuvo en vigor mientras gobernaban los progresistas, los moderados la disolvían y preferían confiar en el ejército y la Guardia Civil. En Portugal fue desarmada en 1838, en Francia fue restablecida tras la revolución de 1830, tuvo un protagonismo especial en la revolución de 1848 y después languideció hasta la Comuna de París de 1871, tras la que fue suprimida. 
En algunos países las milicias pervivieron en el siglo XX, evolucionando de distintas maneras. A veces se convirtieron en una suerte de segunda línea subordinada al ejército. En Estados Unidos las milicias del siglo XIX evolucionaron hacia la actual Guardia Nacional. En Brasil, en cambio, el oficialato de las milicias se convirtió en un lugar privilegiado para los caciques y les permitió afianzar su poder local una vez que éstas perdieron cualquier carácter democrático interno. En Suiza, el propio ejército se organiza basándose en un modelo miliciano, sin oficiales profesionales.
La tradición de las milicias nacionales ha revivido, adaptándose a las circunstancias, en una multitud de formaciones armadas. En la tradición se pueden incluir el simple derecho a portar armas protegido constitucionalmente en Estados Unidos, las milicias obreras de la revoluciones socialistas, las milicias de partido o sindicato -típicas de la Europa de la década de 1930-, algunos grupos paramilitares de América Latina, los Comités de Defensa de la Revolución cubana o las patrullas vecinales contra la delincuencia que durante las décadas de 1980 y 2000 se organizan intermitentemente en barrios de Europa y América.